# Alfons Lambrechts
Alfons Lambrechts (Brecht, 2 maart 1867 - aldaar, 16 maart 1934) was een Belgisch politicus.

## Levensloop
Lambrechts was schepen te Brecht. In september 1921 werd hij in deze gemeente aangesteld tot burgemeester. Dit mandaat oefende hij uit tot 1931. Hij werd opgevolgd door Jozef Verbeeck in de hoedanigheid van dienstdoend burgemeester.
Zijn afscheidsplechtigheid vond op plaats op 20 maart 1934 in de Sint-Michielskerk te Brecht.